# Vecsey Lajos
Vecsey Lajos (Nemeshetés, 1905. február 4. – Sankt Gallen, Svájc, 1998. március 15.) svájci magyar lelkész.

## Élete
A zalaegerszegi gimnáziumban érettségizett, ahol a hittan és latintanára Mindszenty József volt. 1925–1929 között teológiát végzett Szombathelyen. 1929. június 16-án pappá szentelték. Előbb Budapesten volt káplán, majd 1931-ben betegszabadságon volt. Pécsett a Szent Mór Kollégium előljárója lett. 1934-ben a Pázmány Péter Tudományegyetemen történelem–pedagógia szakos oklevelet szerzett, majd filozófiából doktorált. Előbb Zalaegerszegen helyezkedett el, majd 1939-től Kőszegen lett a Domonkos Nővérek tanítónőképzőjének hittanára, majd igazgatója. 1949-ben nyugatra menekült. 1949-ben Melchtalban, Svájcban lett hittantanár, 1951–1952 között a római Magyar Akadémia munkatársa és teológiai hallgató. 1952-től Sankt Gallen és környéke magyarjainak lelkipásztora lett, 1953–1983 között a tauffeni Szent Katalin zárda házilelkésze. 1956–1957-ben és 1961–1992 között svájci magyar lelkész volt.
1950–1968 között a Hiszek, 1969–1977 között az Életünk szerkesztőbizottságának tagja, az Informations Danubiennes (Bécs) kiadója.

## Művei
Cikkei jelentek meg többek között az Életünk, a Katholikus Szemle, a Papi Egység, a Szolgálat és a Szentnek kiáltjuk c. periodikumokban.
- 1943 A kőszegi róm. kat. Kelcz-Adelffy Árvaház története 1741-1941 - A Szombathelyi Egyházmegye múltjából 1. Szombathely
- 1955 Bulla Orationum et pulsatio meridiana. Az imádságok bullája és a déli harangszó. Teufen Appenzell
- 1956 Ungarn - Retter des christlichen Abendlandes. 500 Jahre Mittags-/Angelus/-Läuten. Teufen Appenzell
- 1956 Was die Glocken künden. Einsiedeln
- 1956 Hunyadi. Eine hisctorische Schilderung des Lebens und der Tätigkeit des grossen ungarischen Helden und Siegers bei Nándofejérvár (Belgrád) 1456. München
- 1958 Elpusztíthatatlan-e a magyar nép? Róma
- 1977 Miért szükséges a magyar imakeresztes hadjárat? München